# Kultura Belbaşi
Kultura Belbaşi – epipaleolityczna kultura anatolijska. Nazwa pochodzi od stanowiska eponimicznego w jaskini Belbaşi.
Jej przemysł kamienny wywodzi się z przemysłu kemeryjskiego. Licznie występują mikrolity, głównie ostrza, zbrojniki i skośne półtylczaki. Wyraźne jest podobieństwo do fazy Kebarien A, wyróżnianej w kulturze kebaryjskiej. Na tej podstawie została datowana na około 13 tys. lat p.n.e. Ówcześni mieszkańcy Pamfilii przede wszystkim polowali na tury, kozły i jelenie. Po tej kulturze następuje na tym terenie prawdopodobnie krótki okres opuszczenia, a następnie pojawia się kultura Beldibi.